# Jacquardgetouw

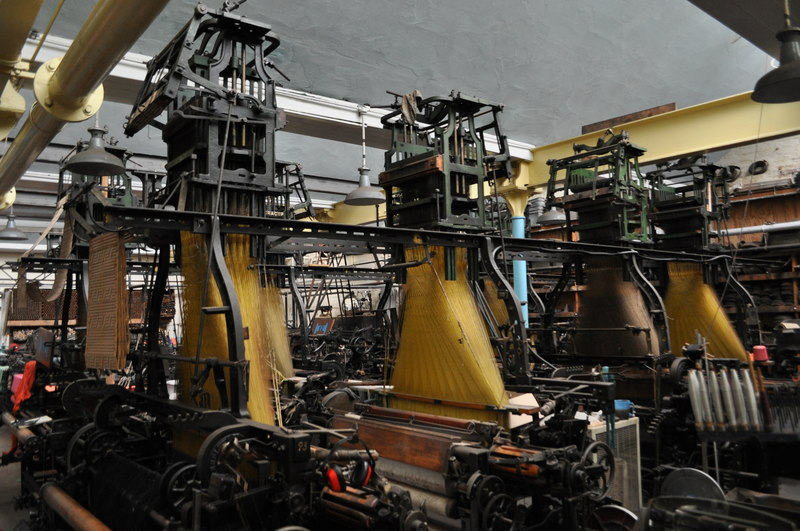
Jacquardweverij

Een jacquardgetouw is een weefmachine die is uitgerust met een jacquardmechanisme. Dit apparaat werd in 1804 uitgevonden door Joseph-Marie Jacquard, gebaseerd op enkele eerdere uitvindingen. De jacquardweefgetouwen maakten het mogelijk om complexe patronen machinaal te maken, zoals brokaat en damast. Deze grote patronen konden niet met excentrieken of dobby's geweven worden. 

## Werking

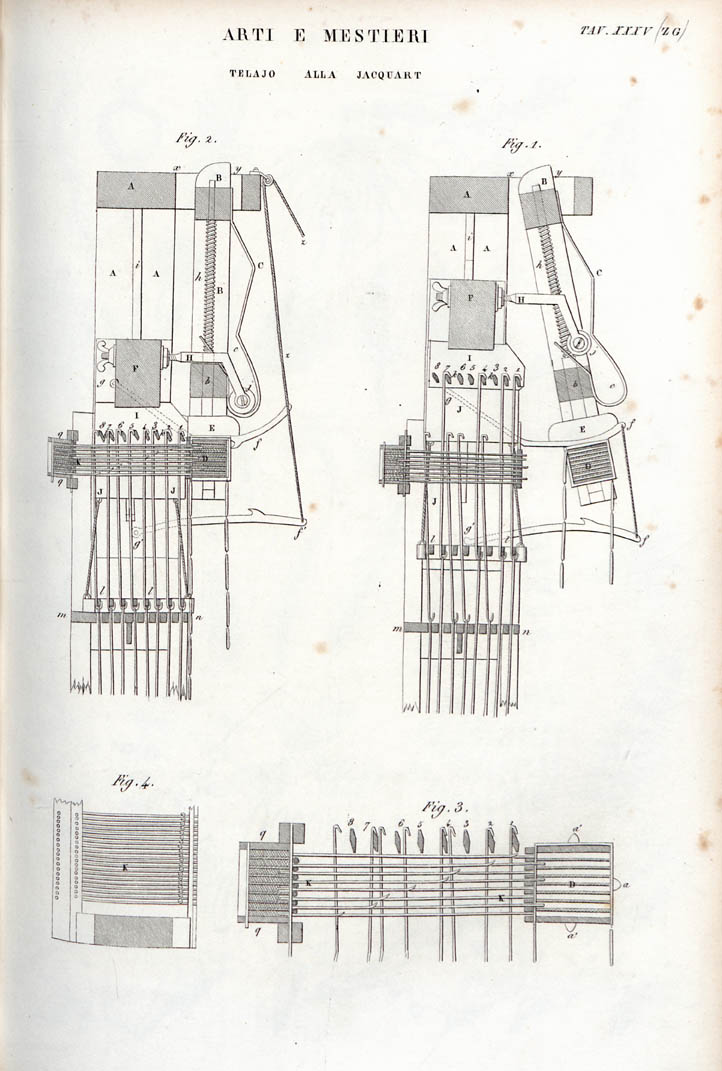
Jacquardgetouw, 1849

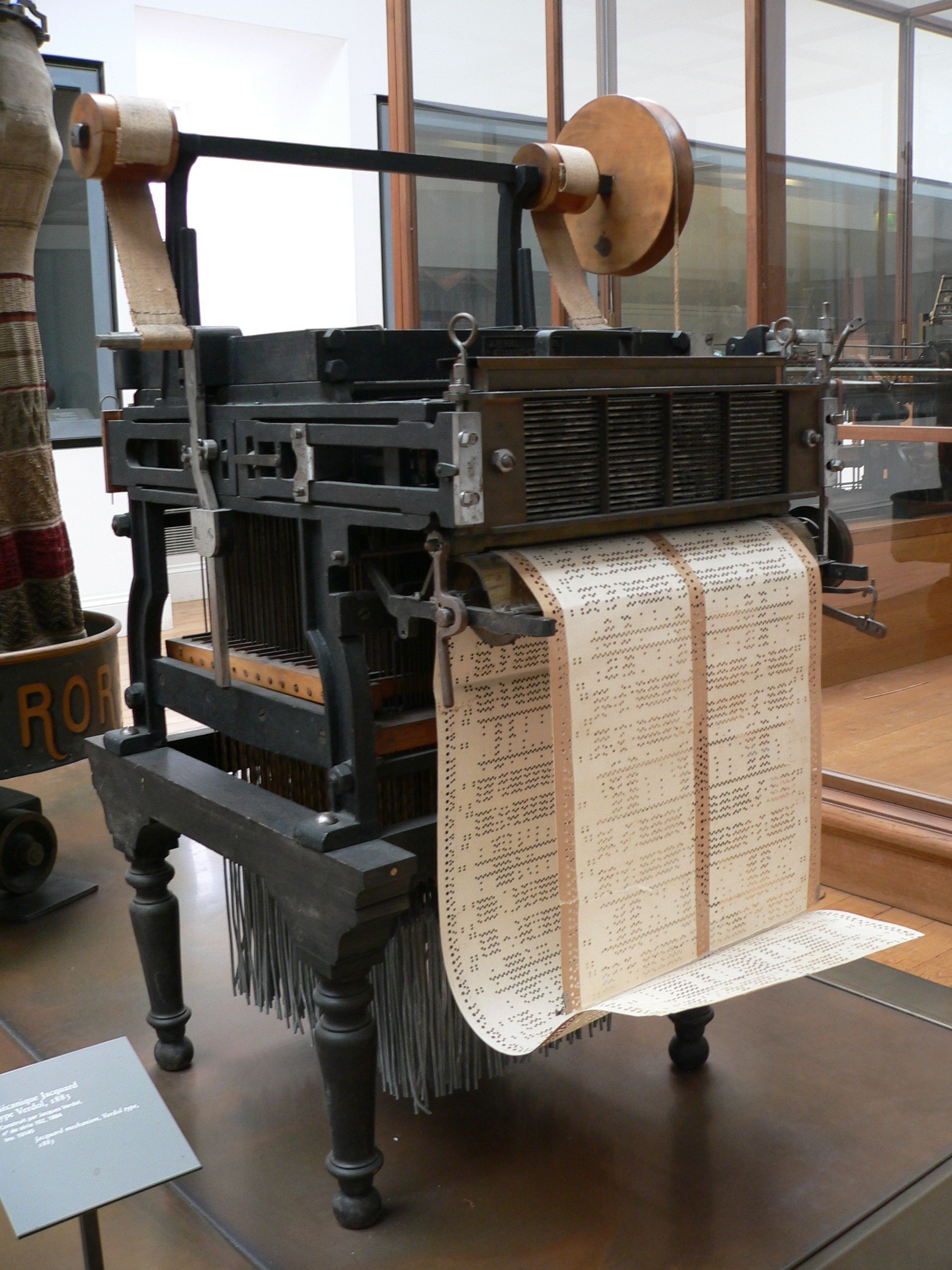
Jacquardmechanisme met kaart

Een of meerdere jacquardmechanismes, naargelang de weefselbreedte, zijn boven het getouw geplaatst. Essentieel is dat elke kettingdraad individueel via een arkadekoord (harnaskoord) door het apparaat wordt aangestuurd. Theoretisch kan men dus elke draad van de schering een eigen beweging laten maken, waardoor grote patronen mogelijk zijn.
De standaard jacquards hebben een aantal messen die bij het inbrengen van de inslag omhoog bewogen worden. Elke kettingdraad is door een harnaskoord met een platine verbonden. Door een kaart worden de platines geselecteerd en wel of niet achter het mes gehaakt. Als de platine achter het mes zit wordt de ermee verbonden kettingdraad omhoog gebracht. De inslag gaat dan onder deze kettingdraad door en over de kettingdraden die niet door het mes bewogen worden. 

## Producten

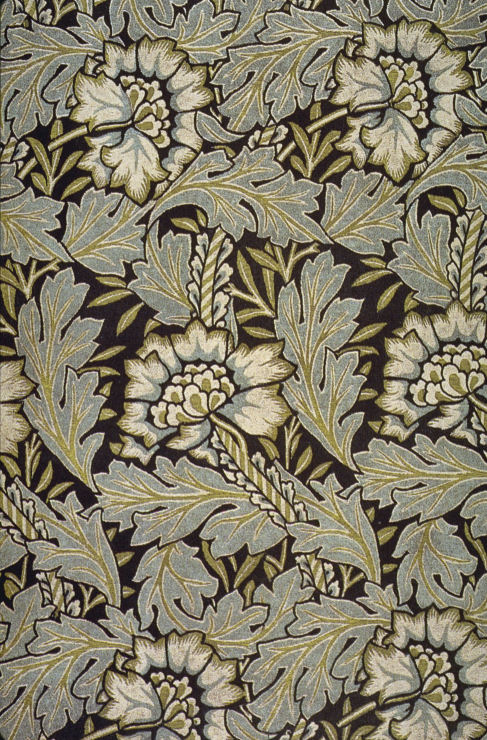
Jacquardweefsel met anemonen uit 1876, een ontwerp van William Morris

De techniek laat toe om door middel van de harnaskoorden grotere dessins te weven die niet met schachten (groepen kettingdraden) kunnen worden uitgevoerd, zoals ingewikkeld versierde en gebloemde weefsels. 

## Toepassingen
Bij tapijten met dessin wordt de jacquard gebruikt om het patroon in de pool te vormen. Het grondweefsel, waarin de pool wordt vastgehouden, wordt in een eenvoudige binding geweven door middel van schachten. 

## Computeraansturing
Oorspronkelijk werden de machines via kaarten met gaatjes bestuurd. Met de invoering van de computer in de weverij is de jacquard veranderd. Moderne jacquardpatronen worden dan ook computergestuurd aan de kettingdraden van de weefmachine aangeboden.
De eerste toepassing van computers was de vervanging van de kaart door een selectie door de computer. Hierdoor verviel het maken van de kaart en konden fouten door slijtage aan de kaart niet meer voorkomen. Bovendien verliep de wisseling van patroon hierdoor veel sneller.
De uiteindelijke toepassing van de computer was een totale vervanging van het selectie- en bewegingsmechanisme door computergestuurde actuatoren. Er zijn verschillende varianten in de handel wat betreft het aantal vrij te selecteren kettingdraden. In het uiterste geval is er voor elke kettingdraad een actuator, die ervoor zorgt dat de draad over de juiste afstand omhoog bewogen wordt. De besturing van de actuator gebeurt vanuit het computerprogramma. Hierdoor vervallen een groot aantal mechanische overbrengingen en dus mogelijkheden voor slijtage en als gevolg daarvan fouten. Bovendien werken de actuatoren sneller en nauwkeuriger dan de mechanische overbrengingen.